# Pébrine
La pébrine (appelée aussi gattine) est une maladie du ver à soie, causée par un champignon, la microsporidie Nosema bombycis, ainsi nommée en 1857 par Karl Wilhelm von Nägeli. Ce champignon semble avoir été signalé pour la première fois par Guérin-Méneville en 1849, avant l'identification de la pébrine. Guérin-Méneville croyait erronément que les vers à soie sur lesquels il observait le champignon étaient atteints de muscardine. Après l'identification de la pébrine, Cornalia, Franz Leydig, Balbiani, Béchamp et Pasteur étudièrent de façon plus approfondie l'agent microbien (« corpuscules » ou « corpuscules de Cornalia»).
À l'échelle macroscopique, la pébrine est caractérisée par des taches marron sombre sur le corps de la larve ou chenille, et sur l'individu adulte (le papillon). Ce sont ces taches qui ont valu son nom à la pébrine, les vers atteints étant parsemés de petits points noirs semblables à des grains de poivre (pebre, poivre en provençal). La larve infectée est dans l'incapacité d'enrouler les fibres de soie pour construire son cocon.
Cette maladie décima les élevages de ver à soie au milieu du XIXe siècle. Après la maladie de la pomme de terre, la maladie de la vigne, la maladie des arbres fruitiers, vint la maladie des vers à soie appelée gattine en Italie qui perturba considérablement la fabrication et le commerce des soies. Les travaux de Louis Pasteur permirent d'enrayer la pébrine, mais ne triomphèrent pas d'une autre maladie : la flacherie.

## Autres maladies du ver à soie
- Flacherie
- Muscardine